# Вискарра, Гильермо
Гильермо Вискарра Брукнер (исп. Guillermo Viscarra Bruckner; род. 7 февраля 1993, Санта-Крус-де-ла-Сьерра) — боливийский футболист, вратарь клуба «Стронгест» и сборной Боливии.

## Карьера

### Клубная карьера
Ещё в молодом возрасте переехал в Бразилию, где прожил более шести лет, занимаясь в местных футбольных школах. В 2013 году присоединился к основному составу клуба «Витория», но в официальных матчах за него не играл[уточнить].
В сезоне 2014/15 отдан в аренду в боливийский «Боливар». Дебютный матч в новой команде сыграл 21 сентября 2014 года против «Спорт Бойз» (0:5), выйдя на замену на 59-й минуте после удаления основного вратаря Ромеля Киньонеса. Сыграв шесть матчей в течение сезона, вратарь стал вместе со своим клубом двукратным чемпионом Боливии (Апертура и Клаусура 2014/15).
В следующем сезоне играл на правах аренды за другой боливийский клуб «Ориенте Петролеро», в котором боролся за место основного вратаря с аргентинцем Маркосом Аргуэльо. В составе клуба Вискарра провёл 16 матчей.

### Карьера в сборной
В январе 2013 года принимал участие в чемпионате Южной Америки среди молодёжных команд, сыграл во всех четырёх матчах своей команды, которая заняла последнее место на групповом этапе.
В главную сборную Боливии впервые вызван в феврале 2013 года перед матчем с Гаити, но остался тогда в запасе. Затем ещё несколько раз призывался в команду в качестве запасного вратаря. Впервые вышел на поле в составе национальной команды 29 мая 2016 года в игре против сборной США, отыграл все 90 минут и пропустил четыре мяча.
В июне 2016 года был включён в состав сборной для участия в Кубке Америки, но на поле не выходил.